# 卡舍尔
卡舍尔 (Cashel；/ˈkæ.ʃəl/)是爱尔兰蒂珀雷里郡的一个镇。2011年人口4,051人。卡舍尔教省就是以该镇命名。天主教卡舍尔暨埃姆利总教区的主教座堂在英格兰宗教改革之前曾设于卡舍尔，现在设于瑟勒斯的圣母升天主教座堂。爱尔兰圣公会的圣公会卡舍尔暨奧索里教区的六个主教座堂之一仍设于卡舍尔的圣施洗约翰座堂。
卡瑟爾岩现在是爱尔兰最热门的景点之一。除此以外的其他景点还有博尔顿图书馆、圣施洗约翰座堂、城墙，过去的主教府今天已改为高级酒店。

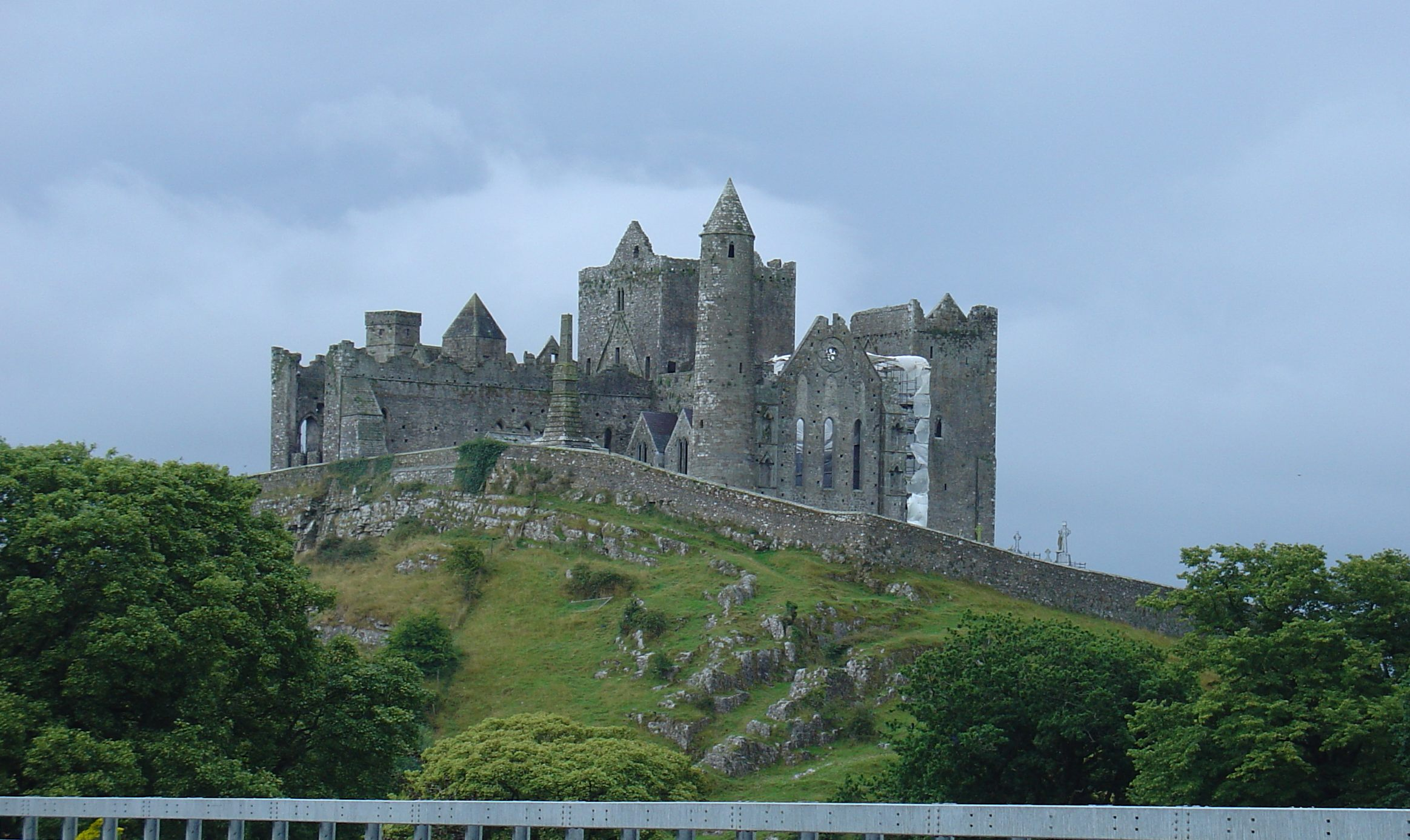
卡瑟爾岩
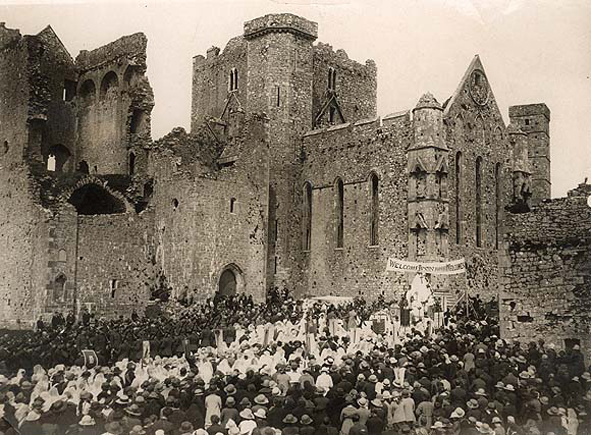
1922年在卡瑟爾岩庆祝基督圣体圣血节
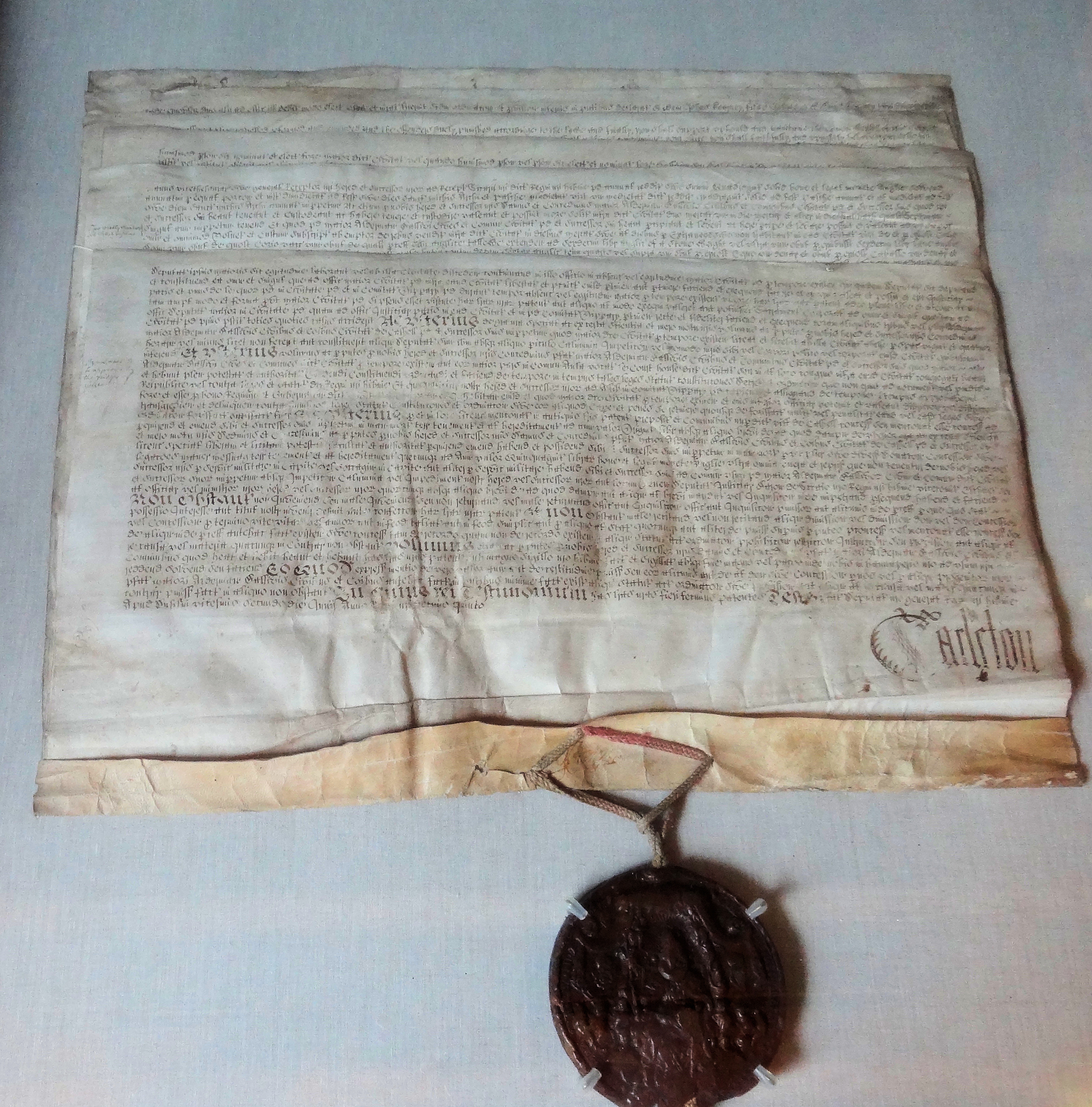
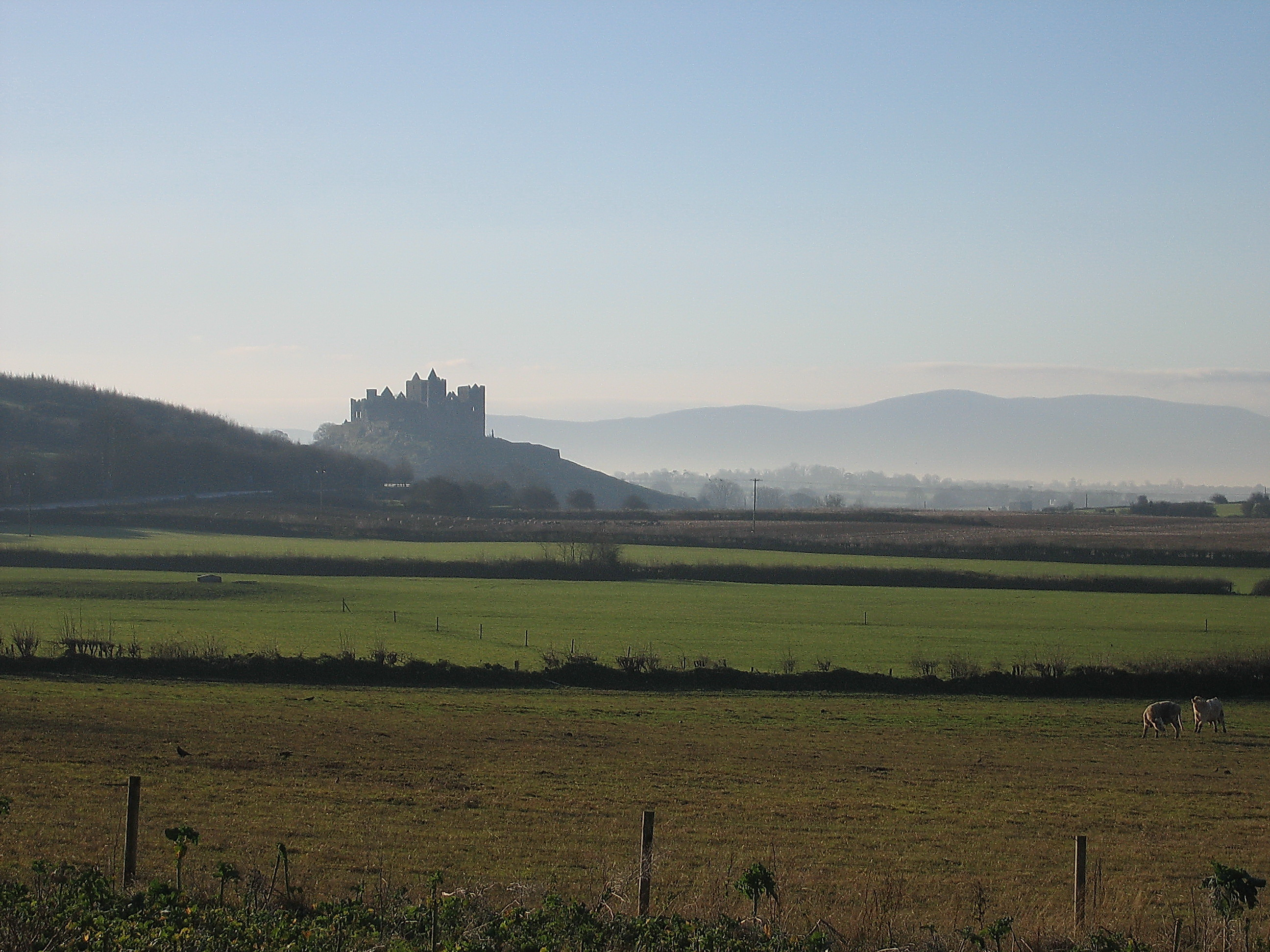
卡瑟爾岩